# Thạch tùng lá dùi
Huperzia carinata là một loài thực vật có mạch trong Họ Thạch tùng. Loài này được (Desv. ex Poir.) Trevis. mô tả khoa học đầu tiên năm 1874.